# Jean II Restout
Pour les articles homonymes, voir Restout.
Jean Restout, dit Jean II Restout ou Jean Restout le jeune, né à Rouen le 26 mars 1692 et mort à Paris le 1er janvier 1768, est un peintre rococo français.
Il appartient à l’illustre famille des peintres normands Restout. Lui-même était le fils du peintre Jean Ier Restout et de Marie Jouvenet, sœur et élève de Jean Jouvenet.

## Une formation familiale
Initié à la peinture par sa famille, son père, sa mère et ses oncles paternels, Eustache Restout et Jacques Restout, il devient l’élève de son oncle maternel et parrain, Jean Jouvenet, chef de file de la peinture religieuse en France à la fin du XVIIe et au début du XVIIIe siècle. Il aurait aussi étudié auprès de Nicolas de Largillierre.

## Une carrière académique
Agréé de l’Académie royale en 1717 pour son œuvre pour le Grand Prix (Vénus demandant à Vulcain des armes pour Énée et sa suite Vénus présentant ses armes à Énée), il reste à Paris au lieu de se rendre en Italie pour le traditionnel voyage d’étude de tout peintre classique, et expose dans tous les salons. Il remplit successivement tous les postes de distinction académique, devenant membre de l’Académie en 1720, professeur-adjoint en 1730, professeur en 1734, recteur-adjoint en 1746, recteur en 1752, directeur en 1760.
Il est élu aussi associé des académies de Rouen en 1748 et de Caen en 1749.

## Œuvres

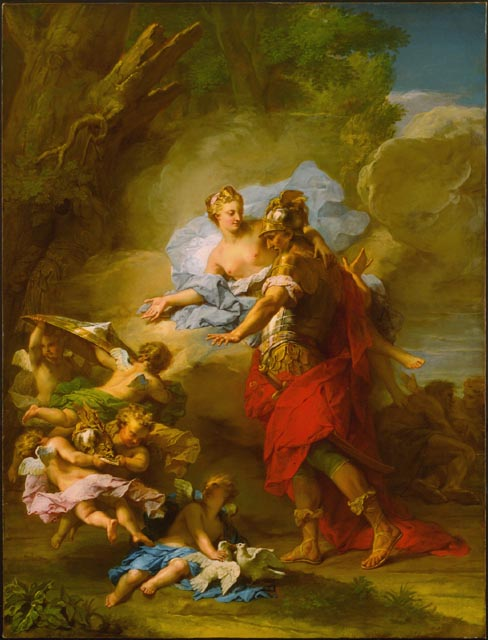
Vénus présentant des armes pour Énée (1717).

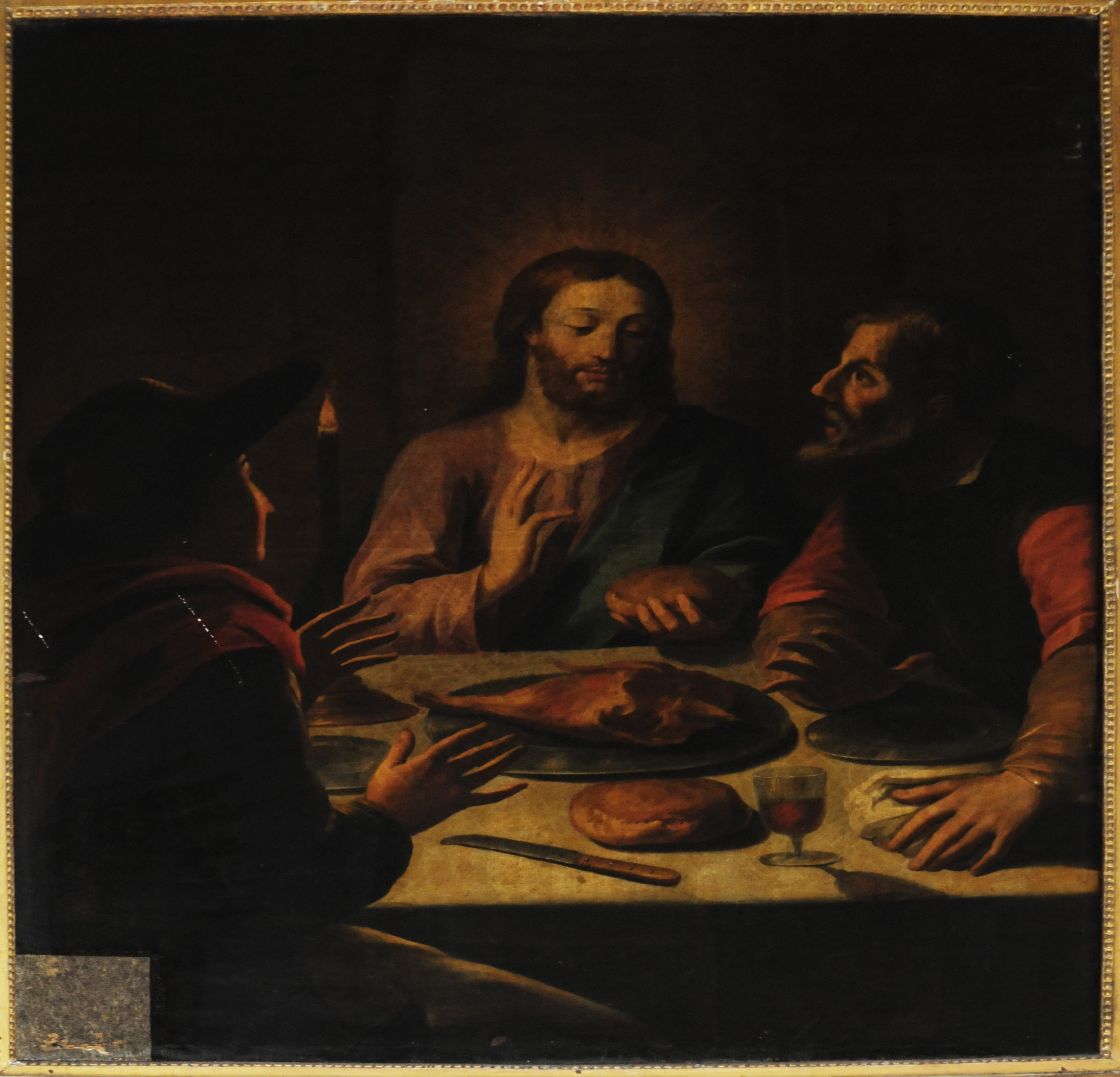
Les disciples d’Emmaüs, 1763, Église Saint-Leu-Saint-Gilles (Paris).

Ses œuvres, principalement des retables (musée du Louvre), des plafonds et des dessins pour les tapisseries des Gobelins, qui ont été gravées par Cochin et Pierre Drevet, sont souvent religieuses et d’inspiration janséniste. Jean Restout est aussi l’auteur de plusieurs portraits de personnalités jansénistes de son temps.
Il est également l'auteur des illustrations du livre de Louis-Basile Carré de Montgeron, La vérité des miracles de M. François de Pâris, publié en 1737 pour présenter au roi les dossiers des miracles des Convulsionnaires qui auraient eu lieu dans le cimetière de l'église Saint-Médard dans les faubourgs de Paris.
On trouve aussi dans sa carrière des sujets mythologiques, dont un épisode tiré de l’Énéide de Virgile qui lui valut le Grand Prix de l’Académie en 1717.
On lui doit un Essai sur les principes de la peinture édité en 1863 par Arthur-Richard Rouxelin de Formigny de La Londe à Caen chez Hardel.
Il a aussi travaillé pour le Roi de Prusse Frédéric le Grand et pour la célèbre famille des Rohan-Soubise dont il décora l’hôtel à Paris.

## Une tradition familiale perpétuée
Ayant épousé, en 1720, la fille du peintre Claude Guy Hallé, Marie-Anne Hallé (1704-?), leur fils fut le peintre Jean-Bernard Restout (1732-1797). Il eut aussi comme élève son beau-frère, Noël Hallé.

## Atelier et élèves
Il avait installé à partir de 1730 un atelier à Paris. Il recommandait à ses élèves d'accentuer les angles et les pointes, si bien que l'atelier fut surnommé « l'école des pointus ».
Il y forma, outre son beau-frère, d’autres artistes comme :
- Jean-Baptiste Deshays de Colleville (1729-1765);
- Christian Bernhard Rode;
- Maurice Quentin de La Tour;
- Anton Lossenko.

## Principales œuvres
- Vénus présentant ses armes à Énée, 1717, National Gallery of Canada, Ottawa
- Ananie imposant les mains à saint Paul, 1719, musée du Louvre, Paris
- Mort de sainte Scolastique, 1730, musée des beaux-arts, Tours
- Pentecôte, 1732 pour le réfectoire de l'abbaye de Saint-Denis, huile sur toile, 465 × 778 cm, musée du Louvre, Paris[5]
- Présentation de Jésus au Temple et Purification de la Vierge, 1735, musée des beaux-arts de Bordeaux, Bordeaux
- Tête du Christ, 1735, Musée d'art du comté de Los Angeles, Los Angeles
- Le Baptême du Christ, 1745, huile sur toile, 221 × 135.5 cm, musée des beaux-arts de Dijon, Dijon[6]
- Orphée descendu aux enfers pour demander Eurydice ou La Musique, 1763, musée du Louvre, Paris
- La Crucifixion, musée de Grenoble
- Le Christ au jardin des Oliviers, huile sur toile, 126 × 90 cm, musée des beaux-arts, Rennes,

Portraits
- Portrait de Dom Baudouin du Basset, chartreux de Gaillon, 1716, musée des beaux-arts, Rouen
- Portrait d’un prémontré, 81 × 65.5 cm, musée des beaux-arts, Caen

Dans la série de tableaux mythologiques de la collection Rohan-Soubise qui décore l’hôtel de Soubise à Paris :
- Gageure de Phébus et Borée pour ôter le manteau du voyageur (1738, hôtel de Soubise, Paris)
- Mercure donnant des leçons à l’Amour (1737, hôtel de Soubise, Paris)
- Symboles du Secret (1737, hôtel de Soubise, Paris)

Dessins
- Orléans, musée des Beaux-Arts : 
  - La Dédicace du Temple de Salomon, 1743, pierre noire et rehauts de craie blanche sur papier gris, 56 x 88 cm[7].
  - Pygmalion amoureux de sa statue ou la Sculpture, 1743, pierre noire et rehauts de craie blanche sur papier bleu, 56 x 93 cm[8].